# Hemigraphis flaccida
Hemigraphis flaccida är en akantusväxtart som beskrevs av C. B. Cl.. Hemigraphis flaccida ingår i släktet Hemigraphis och familjen akantusväxter. Inga underarter finns listade i Catalogue of Life.